# AMACHAN
『AMACHAN』（アマチャン）は馬渡松子の3作目のアルバム。

## 収録曲
全作詞:リーシャウロン (#7除く)、全作曲・編曲:馬渡松子
1. 甘ちゃん
2. Mr.プレッシャー
3. MONKEY BITES (drivin' ver.)
4. まじめになる
5. フリー
6. 愛を責めないで
7. 涙腺の彼方から
インストゥルメンタル。
8. 基
9. ZIP
10. あなたを愛してやまず
11. こころのままに